# Presa di Recife (1595)
La presa di Recife nota anche come Spedizione di James Lancaster del 1595 o Spedizione di Lancaster a Pernambuco fu una spedizione militare inglese avvenuta nel corso della guerra anglo spagnola il cui obbiettivo primario era la presa della città e del porto di Recife a Pernambuco nella colonia portoghese del Brasile (all'epoca parte dell'Unione Iberica con la Spagna) nell'aprile del 1595. Una spedizione di navi inglesi guidate da James Lancaster salparono nell'Atlantico per fare bottino prima di dirigersi su Recife. Fu in grado di mantenere la sua posizione per quasi un mese e quindi procedette con la sconfitta dei portoghesi nei loro numerosi contrattacchi prima di abbandonare il tutto. Il bottino catturato fu notevole, commerciò con navi francesi e olandesi presenti in loco rendendo così la spedizione un successo militare e finanziario.

## Antefatto
In virtù dell'Unione Iberica, il Trattato anglo-portoghese del 1373 venne abbandonato, e dal momento che ancora imperversava la guerra anglo-spagnola, gli attacchi alle navi ed alle colonie portoghesi erano continui obbiettivi degli inglesi. Una prima spedizione inglese al comando di James Lancaster venne tentata nelle Indie Orientali verso l'Isola di Penang nel giugno del 1592. Lancaster rimase in loco sino a settembre di quell'anno saccheggiando navi portoghesi e spagnole con notevoli profitti sebbene queste furono un disastro in termini di perdite di vite e malattie.  Lancaster tornò l'anno successivo, ma decise di puntare su una spedizione nel Brasile portoghese che era un luogo ideale e molto lucrativo per il commercio dello zucchero e delle spezie. Lancaster radunò una piccola flotta alla fine del 1594 grazie ai finanziamenti di John Watts, di Simon Boreman, di Paul Bayning, di John More e di William Shute. La flotta era composta dalla Consent (350 tonnellate) di proprietà di Watts, dalla Saloman (170 tonnellate) di Boreman e dalla Virgin (60 tonnellate); queste erano a tutti gli effetti dei mercantili armati che provenivano dall'Armada spagnola a cui erano state catturate. Lancaster era stato cresciuto tra i portoghesi, parlava bene la loro lingua ed era stato commerciante prima dello scoppio della guerra.

## La spedizione

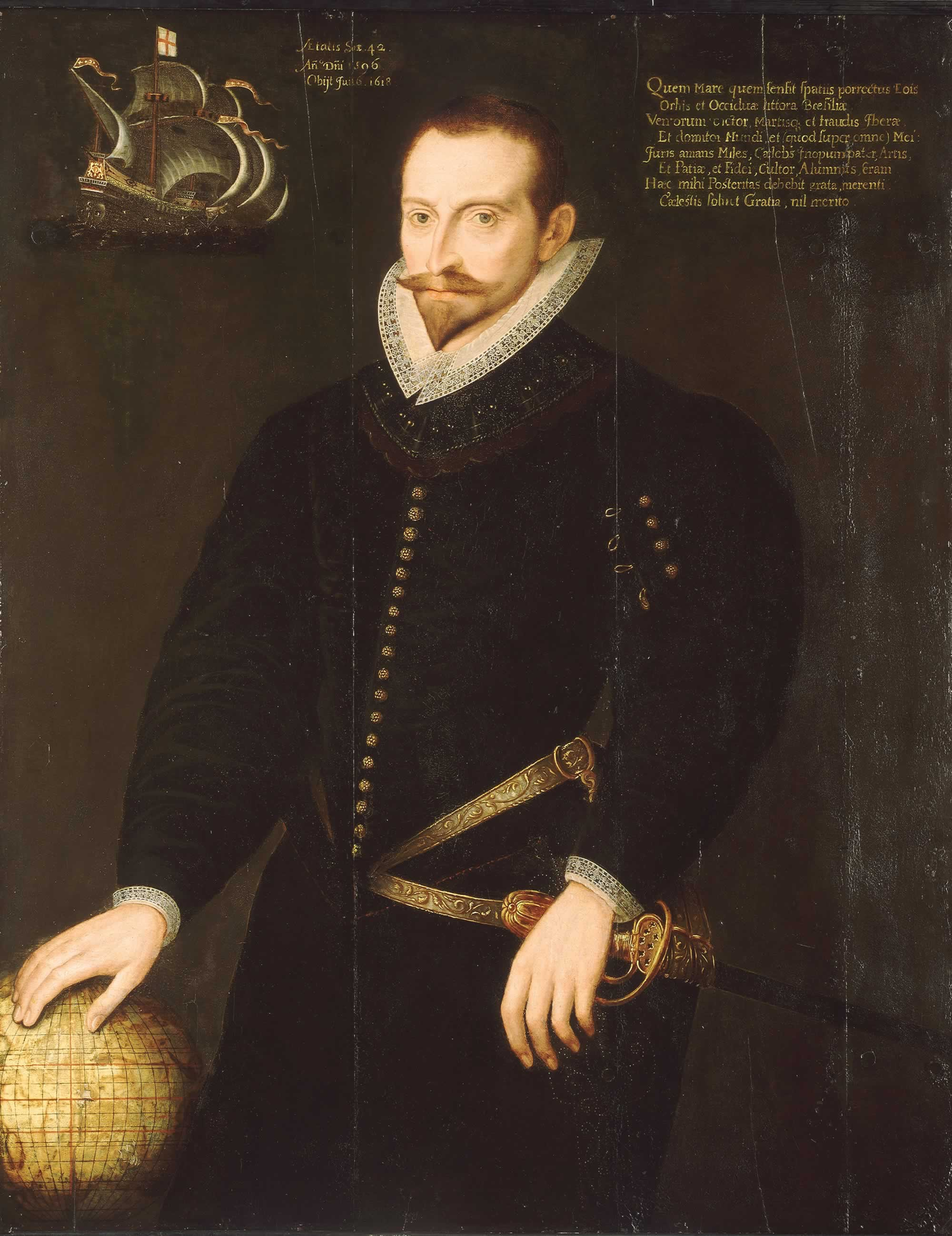
Sir James Lancaster che comandò la spedizione a Recife

Nell'ottobre del 1594 la flottiglia di Lancaster salpò da Plymouth e venne raggiunta poco dopo da Edward Venner capitano della Peregrine che era partito da Portsmouth e dalla Welcome partita da Plymouth. Le forze così combinate catturarono quasi subito una galea-fregata spagnola di notevoli dimensioni e bottino.
Spostandosi più a sud le navi fecero rifornimento a Tenerife dove Lancaster seppe dai prigionieri di una nave della presenza di una ricca caracca proveniente dalle Indie Orientali che si era arenata presso Olinda ma il suo carico era stato portato sano e salvo a Recife. Questa fu una grande notizia per Lancaster a cui venne dato un motivo in più per attaccare Recife. La flotta era composta ora di un totale di quindici navi.
Alla fine di marzo del 1595 Lancaster giunse a Recife, città posta lungo il fiume Beberibe alla confluenza col fiume Capibaribe verso l'Oceano Atlantico e per questo era uno dei porti principali dei portoghesi in Brasile, governato da Jorge de Albuquerque Coelho. La città era circondata dal molte piccole isole coralline e fiumicciattoli mentre Recife stesso era protetto dal forte São Jorge che si trovava su una lingua di terra verso il porto di Olinda. Quando Lancaster giunse sul posto scoprì che ad attendere le navi portoghesi erano già presenti tre navi olandesi da 60 tonnellate ciascuna che erano intenzionate ad attaccarle per ottenerne il ricco carico. Lancasterchiese quindi di parlare con i comandanti delle navi olandesi e tutti costoro si accordarono con lui per dividere l'eventuale bottino se si fossero aiutati vicendevolmente anche se poi il vero scopo degli inglesi era prendere anche la città, cosa a cui gli olandesi non erano interessati.

### La presa di Recife
Nelle prime ore del giorno successivo, Lancaster sbarcò le sue truppe sulla spiaggia attorno a Recife pur rimanendo con le altre navi nelle acque del porto il che confuse i portoghesi che non capirono da dove l'attacco giungesse e quali fossero i reali obbiettivi del nemico. Dopo un primo bombardamento navale gli inglesi attaccarono i portoghesi iniziando a penetrare in città; il forte di São Jorge venne conquistato con perdite minime e di conseguenza il paese oppose ben poca resistenza. La guarnigione locale si spostò ad Olinda a quasi tre miglia di distanza dove trovò rifugio, mentre Lancaster con soli dieci morti tra le sue file prese completamente possesso del luogo.
In possesso dell'intera area, ora, Lancaster che conosceva bene i portoghesi e si preparava al contrattacco, rafforzò il forte di São Jorge che connetteva Recife ad Olinda. Procedette quindi riempire le proprie navi con quanto trovato nel villaggio, tra cui 100 cavalli. Si accordò coi capitani olandesi per ottenere parte dello zucchero e del pernambuco razziati perché fossero portati a bordo della Virgin in Inghilterra.
I portoghesi ad ogni modo erano intenzionati a scacciare gli inglesi e compirono diversi tentativi di riprendere la città attaccandone l'istmo fortificato con pesanti perdite. Il tentativo successivo venne fatto via mare; vennero inviate delle navi incendiarie, ma anche queste vennero respinte da Lancaster.

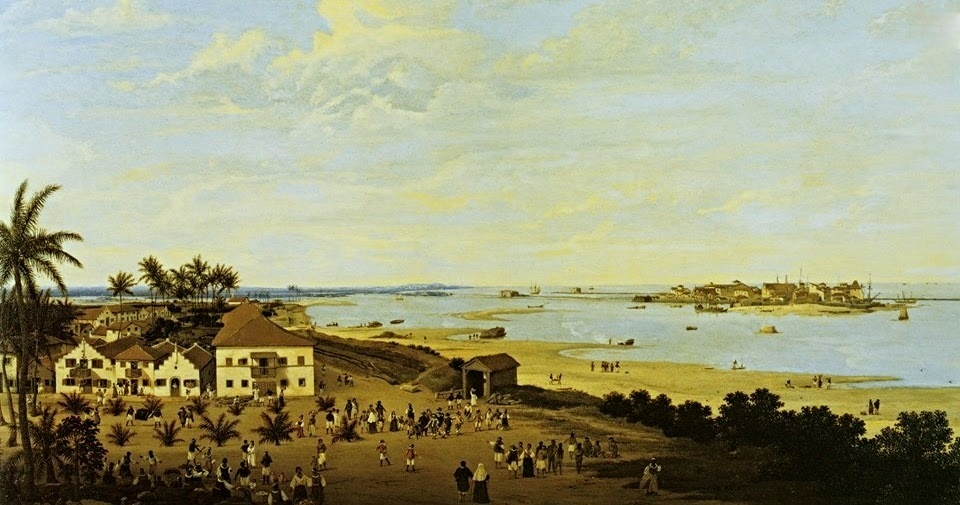
La costa di Recife col Forte di São Jorge a destra.

Dei corsari francesi giunsero nel bel mezzo dell'occupazione e Lancaster, da diplomatico eccezionale qual era, diede loro il carico di Pernambuco per cui si ritennero soddisfatti al punto da andarsene senza combattere, anzi molti di loro rimasero a combattere con gli inglesi volontariamente. Con il numero dei suoi uomini aumentato, Lancaster ordinò l'attacco ad Olinda per evitare ogni possibile aggressione. L'obbiettivo venne raggiunto nella notte ed Olinda venne saccheggiata con ben poca resistenza con ulteriore bottino, la maggior parte in zucchero.
Dopo aver tenuto Recife per più di venti giorni Lancaster sapeva di dover lasciare presto la città e per questo si preparò a salpare. I portoghesi ad ogni modo venne osservato che stavano costruendo una batteria d'artiglieria proprio all'ingresso del porto e Lancaster inviò 275 uomini a distruggerla. Attaccando di notte gli inglesi colsero i portoghesi di sorpresa, la batteria fu distrutta, ma un gruppo di inglesi venne a sua volta colto improvvisamente da una imboscata di soldati portoghesi e indiani loro alleati. Quasi tutti gli ufficiali tra cui Venner e trentacinque uomini rimasero uccisi. Infervorati dal successo ottenuto, i portoghesi coi loro alleati indiani lanciarono un attacco all'istmo ma vennero respinti nuovamente con l'aiuto dei cannoni delle navi inglesi ancorate al porto. Dopo questo episodio Lancaster decise che l'occupazione avrebbe dovuto cessar e sfruttò la distruzione della batteria per levare le ancore in sicurezza.

## Conseguenze
Lancaster mise a mare quindici vascelli e giunse a The Downs nel luglio di quello stesso anno, con una sola nave danneggiata.
Il valore dichiarato dei beni trasportati a bordo della Consent e della Salomon risultò essere di 31 000 sterline, mentre il carico della Virgin e di altre due navi si assestò a 15 000 sterline. La Pereguine e la Welcome portarono il valore totale della spedizione a 51 000 sterline di bottino. Il carico sequestrato era composto da cubebe, chiodi di garofano, indaco, cannella, noce moscata, resina di benzoino, franchincenso, gommalacca, aloe, calicò, seta e pietre di quarzo rutilo. Delle merci totali, come da contratto, 6100 sterline andarono alla cassa del Lord Ammiraglio e 3050 a quella personale della regina Elisabetta I. Grande rilevanza ebbero anche le mappe delle nuove rotte portoghesi reperite a Recife; Lancaster le utilizzò con grande profitto nella sua sedizione nelle Indie Orientali del 1601.
Filippo II di Spagna alla notizia del raid, come pure a quella della cattura da parte di Walter Raleigh dell'insediamento di Trinidad e del sacco di Caracas da parte di George Somers e di Amyas Preston, si infuriò moltissimo. Egli aveva dato l'ordine che ad ogni attacco si desse adeguata risposta, ma il fallimento dei suoi comandanti in questo venne visto come un atto di debolezza che contribuì poi alla rovina del suo stato. Pertanto gli spagnoli razziarono Mount's Bay in Cornovaglia il 13 agosto di quello stesso anno, per vendetta.
I portoghesi incrementarono quindi le difese di Recife e vennero costruiti dei forti sull'istmo tra Recife e Olinda per evitare ulteriori attacchi nell'area. Gli olandesi ritornarono più e più volte prima di essere costretti ad abbandonare l'impresa a metà Seicento dai portoghesi. L'attacco a Recife ad ogni modo fu l'ultimo attacco degli inglesi sulla costa del Brasile.